# 線紋麗體魚
線紋麗體魚，為輻鰭魚綱鱸形目隆頭魚亞目慈鯛科的其中一種，分布於中美洲墨西哥Grande de Chiapa河至瓜地馬拉Lagartero河流域，體長可達20.3公分，棲息在沙石底質、水質清澈的溪流，生活習性不明。

## 擴展閱讀
維基物種上的相關：線紋麗體魚